# Богдановский, Андрей Васильевич
Андрей Васильевич Богдановский (1780—1864) — русский военный полковой и дивизионный командир во время Отечественной войны 1812 года, генерал-майор Российской императорской армии.

## Биография
Андрей Васильевич Богдановский родился в 1780 году, происходил из малороссийских дворян (Петровский уезд Саратовской губернии).
Получил образование в сухопутном шляхетном кадетском корпусе, из которого 5 июня 1798 года был выпущен в бывший 12-й егерский полк подпоручиком. Произведенный 22 мая 1805 года в капитаны, Богдановский в 1806 году участвовал в походе против турок и взятии Бендер; оставаясь затем на театре военных действий, он в 1807 году участвовал в осаде Измаила и в боях под этой крепостью, а за отличие в сражении при острове Картале был награждён орденом Святой Анны 3-й степени.
Произведенный 16 января 1808 года в майоры, Богдановский оставался под Измаилом до сдачи этого города, а затем (29 сентября 1809 г.), переправившись за Дунай, двинулся к крепости Гирсово. 22 мая 1810 года Богдановский участвовал в штурме и взятии крепости Базарджик, за что того же числа произведен в подполковники и получил штурмовой крест на георгиевской ленте; с 26 мая он был под крепостью Шумлою и за битвы под этой крепостью 11 и 23 июля был награждён орденами Святой Анны 2-й степени и Святого Георгия 4-й степени.
В воздаяние отличного мужества и храбрости, оказанных в сражении против турок 23 июля пред Шумлою, где употреблен был к разным по званию его поручениям и, будучи послан в самые опасные места, исполнял с особливою живостию и акуратностию все даваемые приказания, чрез что не мало способствовал к одержанию победы над неприятелем.
4 августа он двинулся через Силистрию к Рущуку и 26 августа участвовал в сражении при Батине, за которое получил орден Святой Анны 2-й степени с бриллиантами. 9 октября штурмовал Никополь.
20 января 1811 года Богдановский был переведен в нарвский пехотный полк полковым командиром. В войну 1812 года Богдановский участвовал в боях при Маре, при Романовке, под Смоленском и при Бородине, где был ранен ружейной пулей в ногу с повреждением кости, за что 1 октября 1812 года был награждён золотой шпагой с надписью «за храбрость».
В 1813 году Богдановский с 9 по 22 января находился в Царстве Польском, при блокаде крепости Модлин.
Произведенный 16 марта 1813 года в полковники, Богдановский принял участие в дальнейших действиях против Наполеона и за Лейпцигское сражение был награждён (25 октября 1813 г.) орденом Святого Владимира 3-й степени и прусским «За заслуги».
В 1814 году он участвовал занимал Суассон и в бою при Краоне, за что был произведен (23 февраля 1814 г.) в генерал-майоры; в сражении при Лионе он был ранен в грудь и награждён орденом Шведского меча.
18 марта он сражался под Парижем, а 1 апреля двинулся из французской столицы обратно в царство Польское, но в 1815 году снова должен был двинуться со своим полком во Францию.
1 июня 1815 года Богдановский был назначен командиром 1-й бригады 12-й пехотной дивизии и 23 августа того же года участвовал в Высочайшем смотре русских войск Императором Александром Павловичем на полях Шампани. После этого он находился в течение 3-х лет во Франции, в отдельном корпусе под командой генерал-адъютанта графа Воронцова; при выходе оттуда, 4 марта 1818 г., Богдановский был пожалован французским орденом Почетного легиона.
В Россию вернулся 4 февраля 1819 года, а 2 января 1820 года был уволен от службы с мундиром и с полным пенсионом.
16 октября 1823 года он получил должность керчь-еникальского градоначальника и за ревностную службу на этом посту был награждён 3 апреля 1825 г. орденом Святой Анны 1-й степени.
Его восприемник Ф. Ф. Вигель в мемуарах так характеризовал службу Богдановского в градоначальстве:

Умный и осторожный Богдановский есть раб своего слова и раб всех обязанностей своих: он чрезвычайно аккуратен, менее чем должно он никак не сделает, но и более также никогда... Он делал всё, что от него зависело, чтоб всё держать в порядке, почитал себя более исполнителем распоряжений высшего начальства [графа М. С. Воронцова], был правдив, никаких личностей себе не позволял... Керчь была для него, как уродливая жена, которой, давши слово в верности, он, как честный человек, не мог изменить и которой, кроме любви, он ни в чём не отказывал.
20 февраля 1826 года он перешёл градоначальником в Феодосию, а 1 января 1828 года был назначен одесским градоначальником и 18 августа того же года произведен в тайные советники.
За усердие, оказанное во время турецкой войны 1829 года, при снабжении действовавшей армии продовольствием, Богдановский 6 декабря 1829 года получил знаки ордена Святой Анны 1-й степени с Императорской короной, а 21 апреля 1830 года премирован.
25 февраля 1831 года Богдановский уволен с должности одесского градоначальника, с назначением к присутствованию в Правительствующем Сенате, и 3 марта того же года повелено ему присутствовать в 8 департаменте.
12 августа 1831 г. он был переведен в III отделение 5-го департамента Сената (в Санкт-Петербурге), а 12 апреля 1833 года — в 7-й департамент (в Москву).
31 декабря 1836 года он был награждён орденом Святого Владимира 2-й степени, 3 апреля 1849 года пожалован в действительные тайные советники, 3 января 1855 года награждён орденом Белого Орла, а Высочайшим указом 9 марта 1856 года уволен, согласно прошению, за болезнью, от службы с мундиром и пенсионом.
Андрей Васильевич Богдановский умер в 1864 году.